# Transilvania International Film Festival
Il Transilvania International Film Festival (in acronimo TIFF) è nato a Cluj-Napoca nel 2002. In tanto che il più grande dei festival cinematografici rumeni ed uno dei maggiori festival in Europa orientale, TIFF è stato accreditato dalla FIAPF come "festival competitivo specializzato in opere prime" in febbraio 2011.
Nel 2010, il festival ha avuto più di 55,000 spettatori.

## Vincitori

### Miglior film
| Anno | Film                                     | Regista                          | Paese                                |
| ---- | ---------------------------------------- | -------------------------------- | ------------------------------------ |
| 2002 | Occident                                 | Cristian Mungiu                  | Romania                              |
| 2003 | Nói albinói                              | Dagur Kári                       | Islanda                              |
| 2004 | Días de Santiago                         | Josué Méndez                     | Perù                                 |
| 2005 | 4                                        | Ilya Khrzhanovskiy               | Russia                               |
| 2005 | Whisky                                   | Juan Pablo Rebello e Pablo Stoll | Uruguay/ Argentina/ Germania/ Spagna |
| 2006 | A Est di Bucarest (A fost sau n-a fost?) | Corneliu Porumboiu               | Romania                              |
| 2007 | La sagrada familia                       | Sebastian Campos                 | Cile                                 |
| 2008 | Intimidades de Shakespeare y Victor Hugo | Yulene Olaizola                  | Messico                              |
| 2009 | Polițist, Adjectiv                       | Corneliu Porumboiu               | Romania                              |
| 2009 | Nord                                     | Rune Denstad Langlo              | Norvegia                             |
| 2010 | Mundane History                          | Anocha Suwichakornpong           | Thailandia                           |
| 2011 | Sin retorno                              | Miguel Cohan                     | Argentina/ Spagna                    |
| 2012 | Oslo, 31. august                         | Joachim Trier                    | Norvegia                             |
| 2013 | Ship of Theseus                          | Anand Gandhi                     | India                                |
| 2014 | Stockholm                                | Rodrigo Sorogoyen                | Spagna                               |
| 2015 | El incendio                              | Juan Schnitman                   | Argentina                            |
| 2016 | Câini                                    | Bogdan Mirică                    | Romania/ Francia/ Bulgaria/ Qatar    |
| 2017 | Chemi Bednieri Ojakhi                    | Nana Ekvtimishvili e Simon Groß  | Georgia/ Germania/ Francia           |

## Organizzatori
- Tudor Giurgiu - Presidente
- Mihai Chirilov - Direttore Artistico
- Oana Giurgiu - Direttore Esecutivo
- Cristian Hordilǎ - Direttore del Festival